# هيلين وادزورث
هيلين وادزورث (بالإنجليزية: Helen Wadsworth)‏ هي لاعبة غولف أمريكية، ولدت في 4 يوليو 1964.